# Johann Adam Pollich
Johann Adam Pollich (* 1. Januar 1741 in Kaiserslautern, Kurpfalz; † 24. Februar 1780 ebenda) war ein deutscher Arzt und Naturforscher. Sein offizielles botanisches Autorenkürzel lautet „Pollich“.

## Leben und Wirken
Pollich studierte Medizin an der Universität Straßburg und praktizierte nach seiner Promotion zum Dr. med. zunächst als Arzt. Ab 1764 widmete er sich ausschließlich der naturkundlichen, insbesondere der botanischen Erforschung der Pfalz.
Als Ergebnis seiner Forschungen veröffentlichte er die dreibändige Historia plantarum in Palatinatu electorali ..., deren erster Band 1776, die beiden folgenden Bände 1777 erschienen sind. Wegen der mustergültigen Pflanzenbeschreibungen in diesem Werk fand dieses bei seinen Zeitgenossen hohe Anerkennung. Besonders bemerkenswert ist auch, dass Pollich als einer der Ersten Wert darauf legte, welche Pflanze mit welcher zusammen vorkam, also die Anfänge der Pflanzensoziologie veröffentlichte. In zwei weiteren Arbeiten hat Pollich die Ergebnisse seiner zoologischen Studien veröffentlicht.

## Ehrungen
Der in der Pfalz arbeitende Verein für Naturforschung und Landespflege e. V. wurde ihm zu Ehren Pollichia benannt, ebenso die Pflanzengattung Pollichia Schrank aus der Familie der Lippenblütler (Lamiaceae). Ab 1778 war Johann Adam Pollich Mitglied der Leopoldina.

## Schriften
- 1763: Dissertatio physiologico-medica de nutrimento incremento statu ac decremento corporis humani. 20 S. Argentorati: Heitz (med. Dissertation)
- 1776–1777: Historia plantarum in Palatinatu electorali sponte nascentium incepta, secundum systema sexuale digesta. Bd. 1 : 454 S.; Bd. 2: 664 S.; Bd. 3: 320 S. – Mannhemii, apud Christian Friedrich Schwan
- 1779: Beschreibung einiger Insecten, die noch im Linné’schen System fehlen und um Weilburg vorkommen.
- 1781: Von den Insecten die in Linne’s Natursystem nicht befindlich sind. Bemerk. Kuhrpfälz. phys.-oek. Ges., 1779: 252–287.
- 1783: Descriptio insectorum Palatinorum. Act. Leopoldina VII.